# 압둘 음바이
압둘 음바이(Abdoul Mbaye, 1953년 4월 13일 ~ )는 세네갈 정치인이다.
1953년 4월에 다카르에서 태어났다. 세네갈과 프랑스의 비지니스 스쿨에서 수학했으며 서아프리카 중앙은행과 국제 통화 기금에서 일했었다. 2012년 4월부터 새롭게 선출된 대통령 마키 살에 의해 총리로 임명되어, 2013년 9월까지 재임했다.

## 참고
1. ↑  “UPDATE 1-Senegal president names technocrat as PM”. 2013년 10월 29일에 원본 문서에서 보존된 문서. 2013년 10월 24일에 확인함.
2. ↑  세네갈, 신임 총리에 '여성 맹장' 투레 임명